# Ikachan
Ikachan (いかちゃん "Pequeño Calamar"?) es un videojuego de ordenador freeware creado por Daisuke Amaya (nombre de estilo Pixel). Tiene una versión, adaptada con gráficos 3D, para Nintendo 3DS. En el juego, el jugador controla a un calamar llamado Ikachan, que nada a través de una cueva subterránea, donde conoce y ayuda a otras criaturas marinas.

## Argumento
Ikachan tiene lugar en el reino de Ironhead (Cabeza de Hierro), un sistema submarino de cuevas. Una serie de terremotos han causado recientemente derrumbes que han cortado la salida del reino a mar abierto. Por lo tanto, los habitantes de la cueva se han quedado sin comida y se ven obligados a llevar perlas que marcan su lealtad a Ironhead. Incluso el mismísimo Ironhead se ha quedado atrapado en una cueva privada, extendiendo la paranoia y fomentando la violencia contra los no ciudadanos para que la población de la cueva no derroque a su líder. Mientras tanto Ikachan se despierta dentro de la cueva y nada, buscando una manera de escapar.

### Personajes
- Ikachan es una criatura similar a un calamar, que se despierta dentro del reino de Ironhead. Es el protagonista principal y el personaje jugable.
- Pinky es una joven criatura marina que ayuda a Ikachan a escapar.
- Ironhead es un pez grande con un casco de hierro y el líder autoproclamado de las cuevas.
- Vigilante del almacén es el padre de Pinky y el protector de los alimentos restantes.
- Carry es un gran pez que vigila la cueva de Ironhead.

## Modo de juego
Ikachan cuenta con una jugabilidad única, en lugar de utilizar las teclas de las flechas para mover al personaje, el jugador utiliza las teclas de las flechas izquierda y derecha para inclinar a Ikachan en la dirección correspondiente. El jugador debe usar la tecla 'z' para nadar en la dirección a la que Ikachan apunta. Por lo tanto, Ikachan no puede nadar directamente hacia la izquierda o hacia la derecha al principio, aunque más tarde adquiere un producto que le permite nadar horizontalmente. Asimismo, no puede hacer daño a los enemigos desde el principio, hasta que recibe un artículo llamado Dunce Cap, con el que puede atacar a los enemigos embistiéndolos con la punta del sombrero.
El juego contiene muchos aspectos de juegos de rol. Ikachan puede subir de nivel después de atacar a suficientes enemigos o de comer pescado.

## Promoción y recepción
- Para ayudar a promocionar el juego y el lanzamiento de Cave Story en WiiWare, Pixel hizo un minijuego basado en Ikachan para el videojuego de Nintendo DS, WarioWare DIY. El minijuego está disponible para su descarga como Big Name Game en América del Norte desde el 5 de abril de 2010.
- Como resultado del éxito de Cave Story en WiiWare, Nicalis consideró llevar Ikachan y Guxt a DSiWare.[3]
- Sin embargo, la adaptación de DSiWare fue cancelada, y se lanzó en la Nintendo eShop de Nintendo 3DS de América con gráficos 3D.